# Георгиевский проспект
Не путать с близлежащей улицей — Георгиевским шоссе
Гео́ргиевский проспе́кт (до 31 июля 2013 года — проектируемый проезд №657 и проектируемый проезд №4806) — улица в Москве в Зеленоградском административном округе.
Бо́льшая часть проспекта находится в районе Крюково (бывший проезд №657). На западе заканчивается перекрёстком с улицей Андреевка и переходит в Георгиевское шоссе. На востоке упирается в Заводскую улицу. Небольшой отрезок (бывший проезд №4806) находится в Южной промзоне Старого Крюкова. В будущем планируется соединить его с основной частью.
Жилую застройку составляют 16-й, 17-й, 19-й и 20-й микрорайоны, прилегающие к проспекту.

## Организации
- НИИ физических проблем им. Ф. В. Лукина (д. 5)
- ООО Инновационный Центр Био Технологий (д. 5)
- Лаборатория радиомеханики (д. 5)
- НИИ Технологии и автоматизации производства (д. 5)
- НИИ Микроприборов (д. 5, стр. 1)
- НИИ Электронного специального технологического оборудования (д. 5, стр. 1)
- НИИ Субмикрон (д. 5, стр. 2)
- НИИ Материаловедения (д. 5, стр. 2)
- ТЦ «Selgros» (д. 35)